# Kostel svaté Kateřiny (Kestřany)
Kostel svaté Kateřiny v Kestřanech je farní kostel římskokatolické farnosti Kestřany a kulturní památka České republiky.
Původ kostela je raně gotický. V letech 1712 až 1714 byl stavebně upraven. V roce 1852 došlo k zásadní přestavbě, při které byla postavena příčná kostelní loď, takže kostel má půdorys řeckého kříže; kromě toho byla v tomto roce postavena nová věž.
Vnitřní zařízení kostela pochází z 1. čtvrtiny 18. století. Obraz svaté Kateřiny, který je na hlavním oltáři, namaloval Bedřich Kamarýt. Rozměrný obraz Panny Marie pochází z 1. poloviny 17. století. Varhany jsou z roku 1790.